# 大民族主义
大民族主义是列宁对一个国家的大民族强制压迫其他民族、族群，使其同化，并使他们在经济上和政治上处于从属地位的概括。列宁指出反对大民族主义，联合全世界无产者，就必须实行民族自决。否认民族自决直至分离的权利就是大民族主义的体现。按照马列主义的观点，大民族主义是一种民族沙文主义。
大民族主义在国内压迫其他民族，谋求并维护本民族的特权，推行民族歧视政策，镇压其他民族的反抗；在国外则谋求民族扩张，征服和奴役其他民族，镇压被压迫民族的反抗。在多民族国家内，如果一个民族在全国层面上是少数民族，但在某个地区居于主要地位，那么他们对待本地区人口相对更少的其他民族，也可能表现出大民族主义。

## 列宁对民族问题的主张
列宁为了短时间内获取少数民族和部分邻国对布尔什维克的支持，曾经发表过一系列言论。该系列言论称，民族沙文主义是资产阶级民族主义的一种表现形式，表现为歧视、压迫和奴役其他民族，主张用暴力来征服、掠夺甚至消灭其他民族。列宁把世界划分为压迫民族和被压迫民族，无产者要通过让步取得异族的信任，通过无产阶级的团结一同实现共产主义社会，并主张被压迫民族享有民族自决权。列宁提出民族区域自治是解决民族问题的根本制度，能摆脱资产阶级的民族纷争，防止工人被民族文化分化，防止无产阶级被资产阶级民族主义教唆互相残杀。

## 大俄罗斯主义
大俄罗斯主义是俄罗斯人的民族主义，出自列宁《论大俄罗斯人的民族自傲心》。列宁认为资产阶级自由主义转向民族主义造成了社会民主党的分裂，还分裂了工人，削弱了民主。所以必须实行彻底的民主主义，决不允许任何民族文化享有特权。1914年列宁在《论民族自治权》中指出，俄国是以大俄罗斯民族为中心的多民族国家，大俄罗斯民族是压迫民族，拥有大俄罗斯沙文主义传统。十月革命胜利以后，列宁认为俄罗斯人在地主和资本家的影响下养成了大俄罗斯沙文主义偏见。
苏联执行列宁的民族政策，令俄罗斯人处处让步，而让少数民族享受许多优惠政策，引发俄罗斯人不满。俄罗斯知识分子的民族主义抬头强化了俄罗斯人的自尊意识，而使許多非俄羅斯族蘇維埃人懷疑本來“蘇維埃化”其實是“俄羅斯化”之掩護，尤其因為俄语是蘇聯教育的必修部分，以及蘇聯政府鼓勵俄羅斯族人遷移在俄罗斯苏维埃联邦社会主义共和国以外。
由于俄罗斯人和苏联的少数民族利益冲突造成苏联解体。

## 大汉族主义
大汉族主义是一種漢民族主義的意識形態，為大民族主义的一种。被中國共产党定義為主張汉族歷史、文化、血緣、正統性優越於其他族群。在政治上主張一切事務以漢族利益為優先、認為漢族重要性高於其他民族的民族主義。在中国主要被认为歧视、压迫、剥削汉族以外的民族；限制、剥夺其他民族在政治、经济、文化各方面的权利；强行改变少数民族的风俗、语言、服饰等；武装镇压其他民族的反抗。中华人民共和国宪法在序言中描述：“在维护民族团结的斗争中，要反对大民族主义，主要是大汉族主义，也要反对地方民族主义。”1953年3月16日毛泽东曾寫的《批判大汉族主义》一文批判有關思想。据彭真回忆，由于在文革期间由于很多少数民族地方受了灾难，导致有人把文革中的问题与大汉族主义混为一谈。
有不少漢族人士批評政府實行反向的民族歧視（逆向民族主義），實行「小漢族主義」。亦有媒體认为近年來網絡上出現的自稱「皇漢」的一群人，也是漢族不满的體現。

## 其他观点
梁启超也曾经提出过“大民族主义”的说法。他的用法与马列主义完全不同，是指把中国各族联合起来，组成一个大的民族：“合国内本部属部之诸族以对于国外诸族”，“取帝国政略，合汉合满合蒙合回合苗合藏，组成一大民族”。在梁启超看来，与“大民族主义”相对的，是保持汉族独立性的“小民族主义”。請參看族裔民族主义。

## 资料来源
1. ↑  .   [2012-02-27]. （原始内容存档于2016-03-04）.
2. ↑  列宁《论俄国社会民主工党的民族纲领》 （页面存档备份，存于）“在当代的俄国否认民族自决权，就是不折不扣的机会主义，就是拒绝同至今还势力极大的黑帮大俄罗斯民族主义作斗争。”
3. ↑  .   [2012-02-27]. （原始内容存档于2012-05-07）.
4. ↑  .   [2012-02-27]. （原始内容存档于2012-05-07）.
5. ↑  .   [2012-02-27]. （原始内容存档于2012-05-07）.
6. ↑  .   [2012-02-27]. （原始内容存档于2014-02-21）.
7. ↑  .   [2012-02-27]. （原始内容存档于2012-02-19）.
8. ↑  列宁，《在战胜邓尼金告乌克兰工农书》
9. ↑  .   [2012-02-27]. （原始内容存档于2012-03-24）.
10. ↑  Motyl 2001，第502頁.
11. ↑  .   [2012-02-27]. （原始内容存档于2011-12-20）.
12. 1 2  V. A. Krivcov. . 1974*  [30 November 2012]. （原始内容存档于2014-01-11）.
13. ↑  Leibold, James. . The China Quarterly. 2010, 203: 539–559. doi:10.1017/S0305741010000585.
14. ↑  .   [2019-12-21]. （原始内容存档于2016-06-02）.
15. ↑  .   [2019-12-21]. （原始内容存档于2007-09-27）.
16. ↑  .   [2019-12-21]. （原始内容存档于2013-05-17）.
17. ↑  Zedong Mao; Michael Y. M. Kau; John K. Leung. . M.E. Sharpe. 1992: 55–  [30 November 2012]. ISBN 978-0-87332-392-5. （原始内容存档于2014-01-11）.
18. ↑  . www.npc.gov.cn.   [2022-05-29]. （原始内容存档于2022-05-29）.
19. ↑  蔡庄《中共为何又推出惠藏政策 （页面存档备份，存于）．〈中国政情〉》，北京之春，2008年9月号
20. ↑  皇汉史观：今天我们如何定义中国？ （页面存档备份，存于）.多維新聞網.[2017-04-26].
21. ↑  梁启超，1903年，《政治学大家伯伦知理之学说》

- Motyl, Alexander J. . Academic Press. 2001. ISBN 0-12-227230-7.